# Lilla Olas öga
Lilla Olas öga är en sjö i Laxå kommun i Västergötland och ingår i Motala ströms huvudavrinningsområde. Lilla Olas Öga ligger i Tivedens nationalpark (västra) Natura 2000-område. Sjöns area är 0,0003 kvadratkilometer och den är belägen 165 meter över havet.